# Cantone di Chaumont-Porcien
Il Cantone di Chaumont-Porcien era una divisione amministrativa dell'arrondissement di Rethel.
A seguito della riforma approvata con decreto del 21 febbraio 2014, che ha avuto attuazione dopo le elezioni dipartimentali del 2015, è stato soppresso.

## Composizione
Comprendeva i comuni di:
- Chappes
- Chaumont-Porcien
- Doumely-Bégny
- Draize
- Fraillicourt
- Givron
- Montmeillant
- Remaucourt
- Renneville
- Rocquigny
- La Romagne
- Rubigny
- Saint-Jean-aux-Bois
- Vaux-lès-Rubigny